# Монк, Чарльз, 4-й виконт Монк
Чарльз Стэнли Монк, 4-й виконт Монк (англ. Charles Stanley Monck, 4th Viscount Monck; 10 октября 1819, Темплмор, графство Типперэри, Великобритания — 29 ноября 1894, Эннискерри, графство Уиклоу, Великобритания) — британский политик ирландского происхождения, первый генерал-губернатор Канады с 1 июля 1867 по 2 февраля 1869 года.
Чарльз Монк родился в семье ирландского аристократа. Окончив юридический факультет дублинского Тринити-Колледжа, он в 1849 году унаследовал отцовский титул, став 4-м виконтом Монком. Поскольку ирландские пэры не являлись автоматически членами Палаты лордов, в 1852—1857 годах Монк состоял депутатом Палаты общин от Портсмута от партии вигов, в 1855—1858 входя в кабинет Палмерстона как младший лорд-казначей.
В 1861 году виконт Монк был назначен генерал-губернатором провинции Канада, в то время являвшейся британской колонией. В этом качестве Монк много сделал для образования конфедерации, убедив Новую Шотландию и Нью-Брансуик присоединиться к ней, а также сыграл большую роль в выборе Оттавы в качестве компромиссной столицы страны и в 1864 году выкупил в казну Ридо-холл, ставший официальной резиденцией генерал-губернаторов Канады. Важной заслугой Монка стало также восстановление добрососедских отношений с США, ухудшившихся в период Гражданской войны. С образованием независимого доминиона Монк стал первым генерал-губернатором Канады и исполнял эту должность в течение года, после чего с истечением срока полномочий возвратился в Ирландию. Ещё в 1866 году он получил британский титул барона Монка, что сделало его членом Палаты лордов, а в 1874—1892 годах был лорд-лейтенантом графства Дублин.
Монк был с 1844 года женат на своей двоюродной сестре Элизабет Луизе Мэри Монк и имел 7 детей, 4 из которых выжили.